# William Thomas Turner
William Thomas Turner (23 de octubre de 1856 - 23 de junio de 1933) fue un marino británico, comandante de la Royal Navy perteneciente a la reserva, comodoro de la Cunard Line, y último capitán del RMS Lusitania hundido en 1915 y del SS Ivernia hundido en 1917.

## Biografía

### Primeros años
Pertenecía a una familia de tradición marina, su padre Charles Turner era capitán de la Real Armada. Irónicamente su padre deseaba que fuese ministro de iglesia y no un marino, pero a temprana edad abandonó el hogar en busca de la vida en el mar y se embarcó en un velero llamado Grasmere, que se hundió en una ventisca en Belfast, pero Turner se salvó a nado.
A los 13 años fue marino de cubierta en el White Star y luego de dar la vuelta por el Cabo de Buena Esperanza se encontró accidentalmente con su padre al mando del  SS Queen of the Nations en las islas Guanape y le llevó a bordo.
Sirvió además en el  SSWar Spirit,  SS Dun Graig, >SS Royal Alfred, >SS Prince Frederick y el SS Thunderbolt como segundo oficial.

### Carrera en la Cunard Line
Sirvió en el SS Leyland y después pasó a la Cunard Line en 1878 como tercer oficial del SS Cherbourg. 
Como veía que en la Cunard no iba a obtener ascensos si no tenía comandos previos, retornó a los barcos de vela y recorrió varias veces el globo en un barco mixto de velas llamado Star of the East.
En 1883 retornó a la Cunard Line, pero sin alcanzar el grado de capitán hasta 1903, año en que tomó el mando del SS Aleppo, un pequeño transatlántico que hacía ruta en el Mediterráneo.
El 31 de agosto de 1883, Turner se casó con su prima Alice Hitching, y con ella tuvo dos hijos; Percy (nacido en 1885) y Norman (nacido en 1893).
Posteriormente tomó el mando en barcos más grandes tales como el famoso RMS Carpathia (rescatador del los supervivientes del Titanic), el Ivernia, el Umbria, el Caronia y el Carmania.

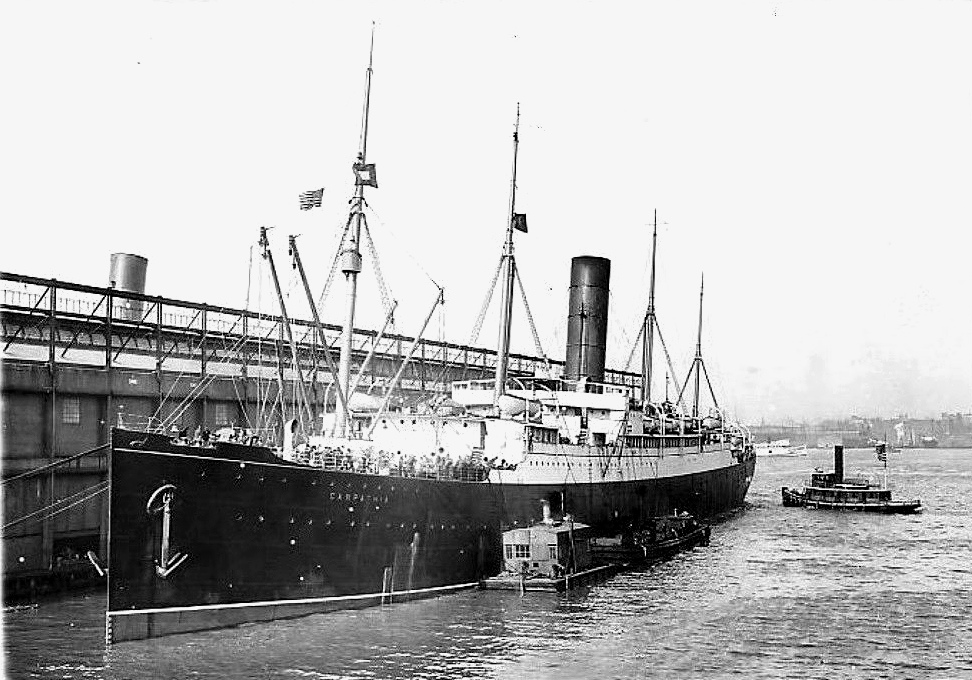
El, uno de los navíos de Cunard que estuvo al mando de Turner

En 1910, fue capitán del RMS Mauretania donde realizó el salvamento del vapor SS West Point en 1912 obteniendo una medalla de reconocimiento de la Shipwreck and Humane Society.
Para entonces, a sus 57 años, Turner estaba bien posicionado en la compañía, y ya era para esta época un hombre de relativa estatura y complexión masiva y robusta, algo tosco de modales, excelente nadador y poseedor de una fortaleza física excepcional que gustaba del boxeo y de jactarse de realizar algunas proezas físicas excepcionales para su edad ante sus subordinados más jóvenes.
En 1913, por una situación de protocolo real, se le nombró comodoro de la Cunard y además fue ascendido a comandante de la Marina Real en reserva, títulos necesarios y exigidos para poder comandar y llevar a la familia real a bordo del Mauretania en un tour por el Mediterráneo.
El 29 de mayo de 1914 tomó el mando del nuevo RMS Aquitania realizando servicios de pasajeros en el Atlántico norte.

### El hundimiento del Lusitania

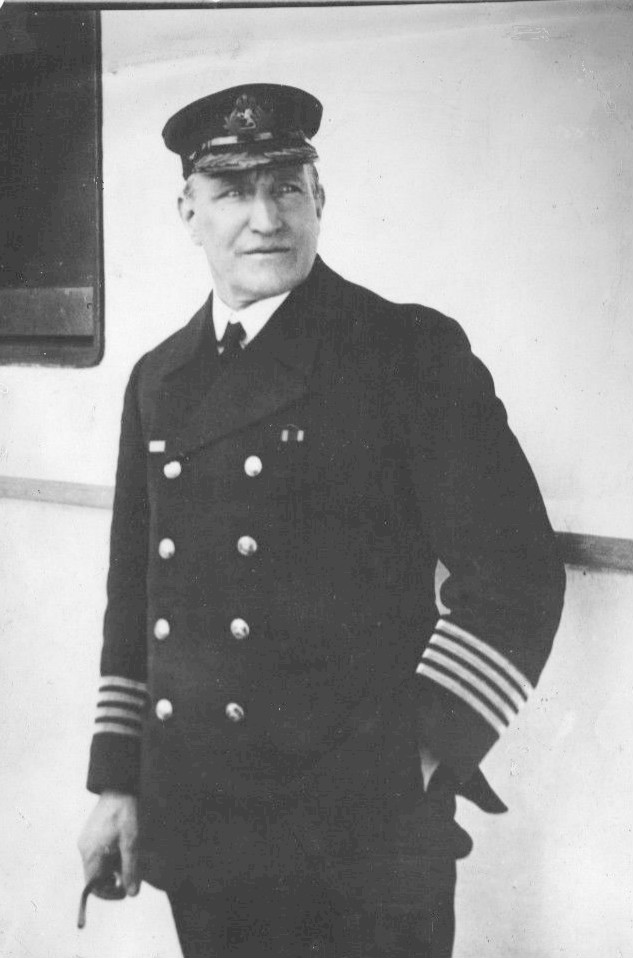
El capitán Turner, fotografiado cuatro días después del naufragio del Lusitania, 11 de mayo de 1915

En abril de 1915 tomó el mando del RMS Lusitania en reemplazo y lo llevó al muelle n.º 54 en Nueva York, Estados Unidos. La Gran guerra estaba adportas y durante el embarque de pasajeros era consciente de la actividad bélica en su ruta a Irlanda. 
Durante la Primera Guerra Mundial y en plena guerra submarina de Alemania al Reino Unido, el barco fue señalado en su regreso a Reino Unido desde Estados Unidos, y torpedeado por el submarino alemán U-20 el 7 de mayo de 1915, hundiéndose en tan solo dieciocho minutos. Desapareció a unos 18 km frente al cabo de Old Head of Kinsale (Irlanda).
Tras el impacto del torpedo, Turner ordenó la evacuación de los pasajeros cuando su barco escoraba y se hundía rápidamente, la evacuación fue muy desorganizada con pérdida de botes y vidas durante el arriado de muchos de estos. Aparentemente Turner perdió la conciencia situacional en medio de la confusión.
Creyendo ser el último a bordo, trepó desde el puente a las drizas para evitar ser arrastrado por las olas y poder permanecer a bordo hasta el final. Eventualmente, se agarró a un remo que flotaba cerca y después a una silla de madera mientras el barco se hundía bajo sus pies. 
Solo después, cuando pudo contemplar la escena de una cierta distancia, Turner se dio cuenta para su horror de que otras personas permanecían en el barco y eran succionadas al hundirse el buque. 
Turner no había podido ser el último en permanecer en su barco y hundirse con él. Pudo salvarse, no obstante, pereciendo en el hundimiento del barco más de 1.198 personas.
Después del desastre del Lusitania en 1915, Turner fue calumniado públicamente y acusado de cobardía por los medios periodísticos entregándosele simbólicamente una pluma de ganso como señal de ignominia, siendo acusado por el Almirantazgo en un juicio a cargo del jurisconsulto Lord Mersey, presentando contra él cargos de inoperancia y negligencia. 
Lord Mersey lo restituyó al final del juicio al darse cuenta de las manipulaciones oscuras provenientes del Almirantazgo (Winston Churchill era en esa época Primer Lord del Almirantazgo). Lord Mersey declaró como sentencia absolutoria que:

-"Es mi opinión que el capitán Turner aplicó su criterio de acuerdo a su leal saber y entender, por tanto no es culpable de los cargos"-

Lord Mersey después del juicio sobre el Lusitania expresaría a sus íntimos: 

"El caso del Lusitania fue un negocio sucio".

### Carrera posterior
Su carrera posterior estuvo marcada por el estigma del hundimiento del Lusitania y los cargos presentados contra él. Su esposa Alice se separó y se llevó sus dos hijos a Australia; Turner nunca más los volvió a ver.
La Cunard Line no lo pasó a retiro ni lo despidió, encomendándole el comando del transporte de mulas SS Ultonia durante dos años, y luego el del viejo transatlántico Ivernia, convertido en transporte de tropas,  el cual sería hundido en 1917 por torpedos del submarino alemán SM UB-47 al sudeste del cabo Matapan. Durante el hundimiento, Turner nuevamente saltó por la borda salvándose a nado una vez más.

### Retiro y muerte
Posteriormente siguió en la Cunard Line hasta su retiro previsto en 1919 a la edad de 63 años. 
Murió de  cáncer intestinal el 23 de junio de 1933 a la edad de 76 años en Crosby, Inglaterra.